# 심실보조장치

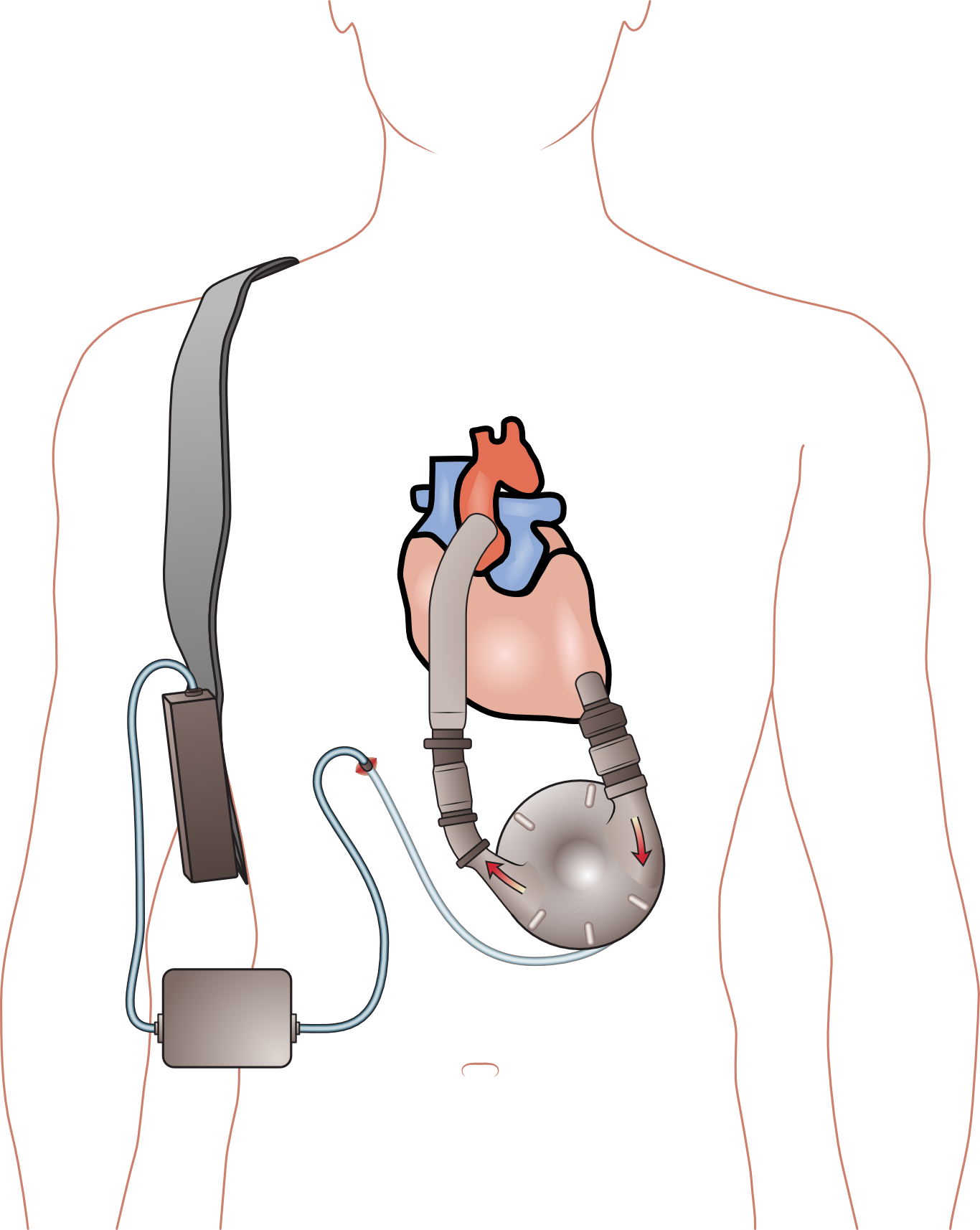

심실보조장치는 심장은 그대로 놔두고 체내에 보조장치를 삽입하여 혈액을 충전식 배터리로 펌프질 하는 방식의 인공 심장이다. 2010년 딕 체니 부통령이 소라텍의 하트메이트2를 장착해 유명하다. 가격은 1억1천만원이다. 2012년 8월 삼성서울병원에서 국내최초로 하트메이트2를 시술했다.